# Louargat
Louargat település Franciaországban, Côtes-d’Armor megyében. Lakosainak száma 2393 fő (2022. január 1.). Louargat Bégard, Belle-Isle-en-Terre, Gurunhuel, Pédernec, Plougonver, Pluzunet, Tréglamus és Trégrom községekkel határos.

## Népesség
A település népességének változása:
| Lakosok száma | 2340 | 2224 | 2128 | 2208 | 2329 | 2354 | 2343 | 2329 | 2328 | 2393 |
|               | 1968 | 1982 | 1990 | 2006 | 2013 | 2015 | 2017 | 2019 | 2020 | 2022 |